# 五所川原市立市浦中学校
五所川原市立市浦中学校（ごしょがわらしりつ しうらちゅうがっこう）は、青森県五所川原市の旧北津軽郡市浦村域にある公立中学校。

## 概要
- 本校は、1969年4月に相内・十三・脇元の各中学校が統合して設立された学校である。
- 一級へき地学校に認定されている[1]。

## 沿革
- 1969年（昭和44年）
  - 4月1日 - 市浦村立市浦中学校として開校。ただし、この時点では校舎は統合せず。
  - 6月 - 校章制定。
- 1970年（昭和45年）
  - 8月 - 統合された市浦中学校校舎完成。同時に寄宿舎も完成し、「青雲寮」と命名。
  - 9月3日 - 相内校舎の生徒を新校舎に移転。
  - 9月5日 - 脇元校舎・十三校舎の生徒を新校舎に移転。これをもって、名実共完全統合。
  - 9月7日 - 全校舎の生徒が集結し、新校舎で授業開始。同日、寄宿舎「青雲寮」の入寮式挙行。
- 1990年（平成2年） - 学校給食室建築[2]。
- 1992年（平成4年）5月1日 - 通学バス2台運行開始。
- 2005年（平成17年）3月28日 - 市浦村が五所川原市に合併されたことにより、五所川原市立市浦中学校と改称。
- 2011年（平成23年） - 校舎耐震改修実施[3]。

## 部活動
- 陸上競技
- バレーボール（女子のみ）

## 学区
- 旧市浦村全域。

## 交通
- 五所川原市役所市浦総合支所から約790m・徒歩約12分、車で約1分。
- 弘南バス五所川原 - 小泊線 （金木・中里経由）「相内」バス停下車後、徒歩約430m・約7分。

## 周辺
- 国道339号相内バイパス
- B&G財団市浦海洋センター
- 市浦大沼公園

## 参考資料
- 『広報しうら』昭和60年1月号8～9ページ「市浦村誕生30年の歩み」内に記載の「おもなできごと（年表）」
- 『広報しうら』縮刷版506頁「しうらのあゆみ（年表）」
- 「学校沿革 中学校 市浦中学校」『青森県教育史 別巻』青森県教育委員会、1973年12月20日、916頁。ASIN B000J7JCJY。（1970年9月の内容のみ）